# 前橋市立大胡小学校
前橋市立大胡小学校（まえばししりつ おおごしょうがっこう）は、群馬県前橋市堀越町にある公立小学校。
1873年（明治6年）10月に設立され、令和4年度現在で150年の歴史を持つ。2004年12月に勢多郡大胡町が前橋市に統合される前は大胡町立大胡小学校と称した。

## 沿革
- 1873年（明治6年）10月14日 - 大胡学校として開校[1]
- 1881年（明治14年）11月 - 群馬県第八学区第三小区大胡小学校。
- 1884年（明治17年）11月 - 群馬県第十三学区第拾小学校。
- 1886年（明治19年）4月 - 群馬県第廿七学区第二拾南尋常小学校。
- 1887年（明治20年）3月 - 大胡尋常小学校と改称
- 1893年（明治26年）4月 - 大胡尋常高等小学校と改称
- 1941年（昭和16年）4月 - 大胡町国民学校と改称
- 1947年（昭和22年）4月 - 大胡町立大胡小学校となる。
- 1958年（昭和33年）3月 - 校旗、校歌制定
- 2004年（平成16年）4月 - 大胡町立大胡東小学校を分離
- 2004年（平成16年）12月 - 前橋市と大胡町の合併により前橋市立大胡小学校となる。
- 2007年（平成19年）1月 - 新校舎での授業開始

## 大けやき
校庭には樹齢300年以上、周囲約5m、高さ20m以上のけやきの大木があり、学校のシンボルとして校歌にも歌われている。以前は自由に触る事ができたが老化やすぐ横の道を走る車の排気ガスにより脆くなっている大けやきに負荷を与えないため大けやきの周りに柵が設置されたため、近寄る事すらできなくなった。

## 映画クラブ
現在は存在しないが、過去に存在していたクラブであり、本で取り上げられるほどの映画を作った。映画の名前は「本当の友達」～いじめをなくそう～である。現在は、インターネットでも見ることができない、貴重な動画である。

## 学区
- 茂木町[3]
- 堀越町の一部
- 大胡町

## 交通アクセス
- 上毛電気鉄道 大胡駅から徒歩約10分